# Protaetia pavicevici
Protaetia pavicevici är en skalbaggsart som beskrevs av Arnaud 1992. Protaetia pavicevici ingår i släktet Protaetia och familjen Cetoniidae. Inga underarter finns listade i Catalogue of Life.